# Hồng Vĩnh Thời

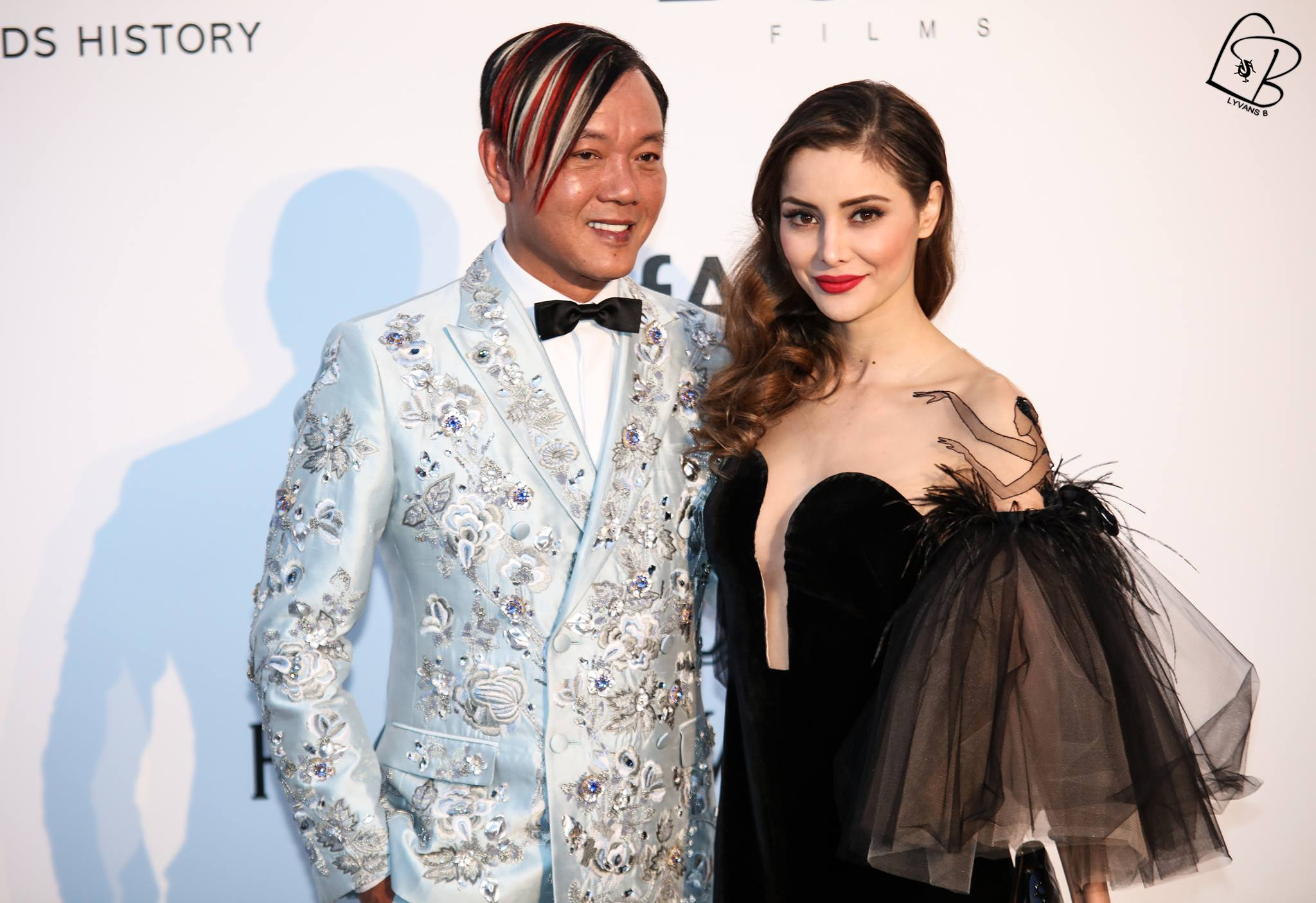
Hồng Vĩnh Thời và người vợ Deborah Valdez tại gala amfar năm 2016. Ảnh: Lyvans B

Hồng Vĩnh Thời (tiếng Trung: 洪永時; tên tiếng Anh: Stephen Hung) là một nhà đầu tư bất động sản và là cựu giám đốc ngân hàng người Hồng Kông.
Ông là Chủ tịch Hội đồng Tham mưu của Tập đoàn The 13 vốn được niêm yết tại Hồng Kông. Ngoài ra, ông còn giữ ghế Chủ tịch HĐQT Tập đoàn Đầu tư Taipan và là Phó Chủ tịch Tập đoàn Giải trí Rio vốn điều hành Khách sạn và Sòng bài Rio tại Ma Cao.

## Sự nghiệp
Hồng được đào tạo tại Đại học Columbia và Đại học Nam California, nơi ông kiếm được tấm bằng Thạc sĩ Quản trị kinh doanh.

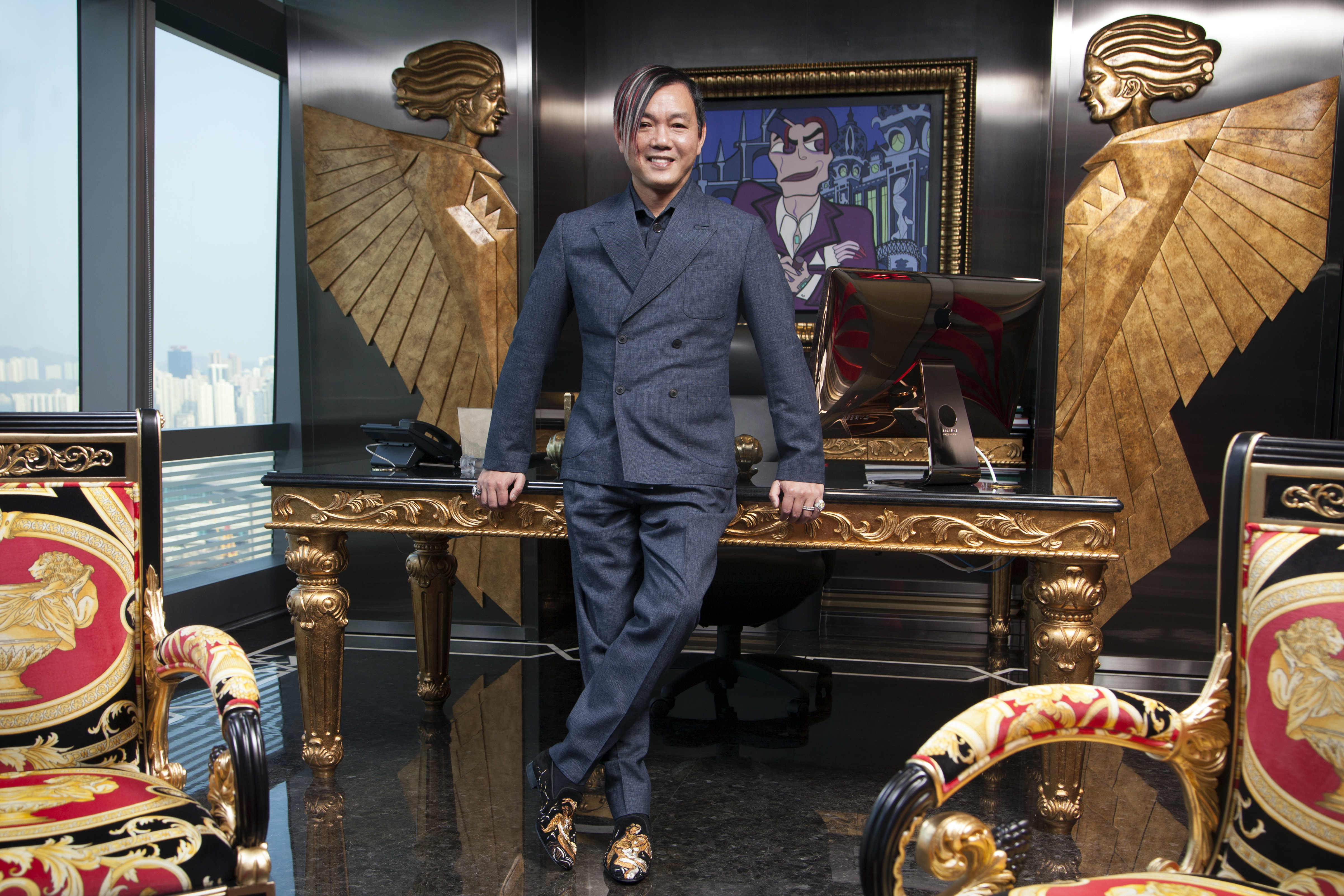
Ảnh chụp Hồng Vĩnh Thời

Ông cũng là đồng giám đốc mảng ngân hàng đầu tư tại thị trường châu Á của hãng Merrill Lynch. Sau đó ông tự thành lập công ty đầu tư của riêng mình. Trước đó Hồng còn đảm nhiệm vị trí Phó Chủ tịch Tập đoàn eSun cũng như chức Giám đốc không điều hành Công ty Trách nhiệm hữu hạn Quang Á (AcrossAsia) trực thuộc Tập đoàn Lực Bảo.

## Gia đình và đời tư
Cha mẹ Hồng đã tích lũy được khối tài sản lớn nhờ việc môi giới bất động sản rất thành công.